# Малімб червоношиїй
Малі́мб червоношиїй (Malimbus rubricollis) — вид горобцеподібних птахів родини ткачикових (Ploceidae). Мешкає в Західній і Центральній Африці.

## Підвиди
Виділяють п'ять підвидів:
- M. r. bartletti Sharpe, 1890 — від Сьєрра-Леоне до Гани;
- M. r. nigeriae Bannerman, 1921 — Бенін і південно-західна Нігерія;
- M. r. rubricollis (Swainson, 1838) — від південно-східної Нігерії до Південного Судану, Уганди і західної Кенії;
- M. r. rufovelatus (Fraser, 1843) — острів Біоко;
- M. r. praedi Bannerman, 1921 — північно-західна Ангола.

## Поширення і екологія
Червоношиї малімби живуть у вологих рівнинних тропічних лісах, на узліссях, галявинах і на плантаціях. Живляться переважно комахами та іншими безхребетними, а також плодами. Шукають їжу в кронах дерев. Зустрічаються парами або невеликими зграйками, іноді приєднуються до змішаних зграй птахів. Гнізда кулеподібні з широким трубкоподібним входом, робляться з ліан, трави і корінців епіфітів. В кладці 2 білих яйця, іноді поцяткованих червонуватими плямками.